# Budapest-upploppen 2006

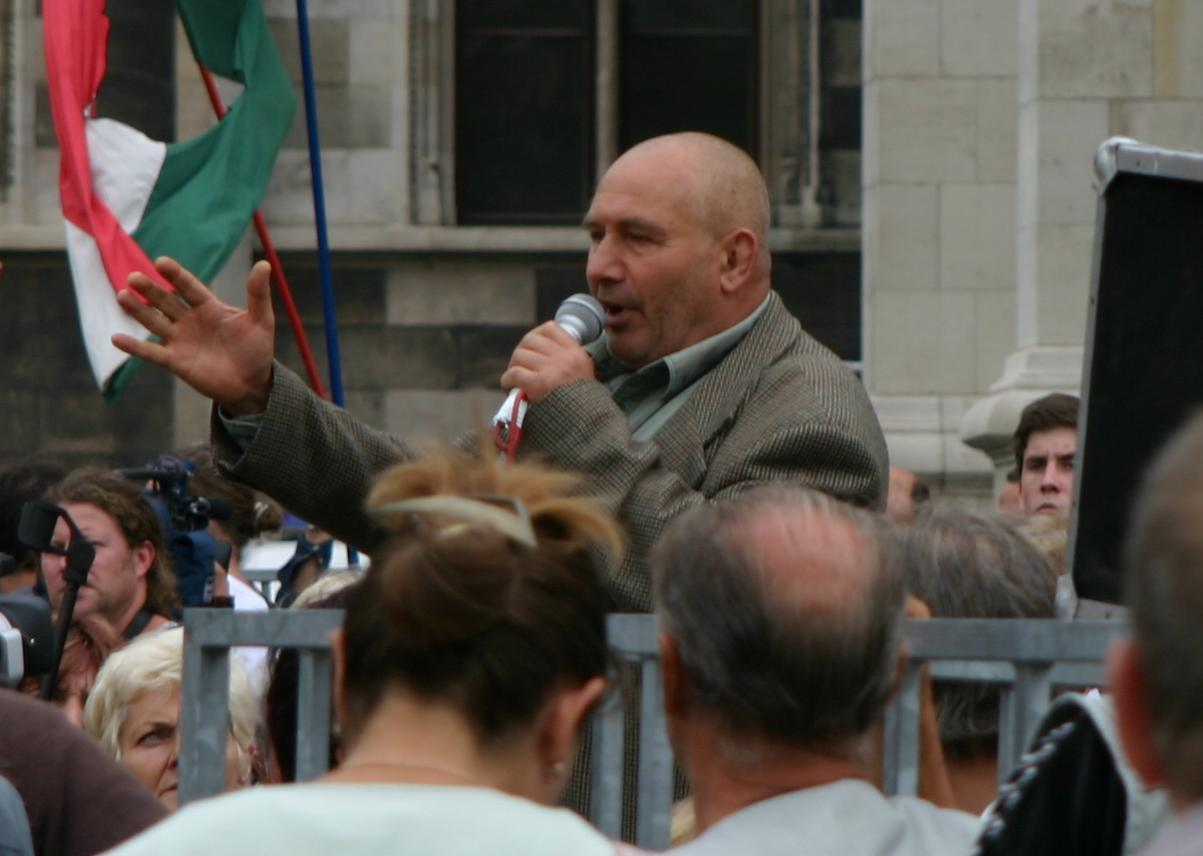
György Ekrem-Kemál talar vid ett möte nära den ungerska parlamentsbyggnaden.

Budapest-upploppen 2006 började söndagen den 17 september 2006 då det läckte ut en inspelning till media, i vilken Ungerns premiärminister Ferenc Gyurcsány erkänner inför partikamrater att han medvetet ljugit om planerade stora skattesänkningar, trots att Ungerns budgetunderskott är högst i EU med 10,1 % av BNP.
På kvällen den 18 september samlades först några tusen, senare tiotusentals människor för att protestera i kvarteren kring Kossuth-torget i Budapest, och en stor folkmassa försökte även storma den statliga televisionens lokaler, trots polisens användande av vattenkanoner och tårgas. Televisionsbyggnaderna stacks i brand, men släcktes. Totalt skadades omkring 50 personer i kravallerna.